# Фукамапірі
Фукамапі́рі (англ. Fukamapiri) — традиційна громада у складі дистрикту Нхата-Бей Північного регіону Малаві.
Населення — 20676 осіб (2018).